# Alejandro González (guitarrista)
Alejandro González González (La Habana, 5 de noviembre de 1973) es músico, guitarrista y catedrático cubano con notable labor en la República Dominicana.

## Formación
Alejandro González estudió el nivel medio superior en el Conservatorio Profesional de Música Amadeo Roldán, mientras que la licenciatura y postgrado las realizó en el Instituto Superior de Arte (ISA), ambos en La Habana, Cuba. En ISA se graduó de música con especialidad en guitarra, además de un diplomado en psicología y pedagocía del arte. Ha recibido clases de los profesores Mario Hernández, Mailyn Selis, Dagberto Arguiz, Dagoberto Arguiz, Sergio Morales y Jesús Ortega. Ha recibido clases magistrales activas de grandes maestros de la guitarra dentro de los que destacan Issac Nicola, Eduardo Fernández, Leo Brouwer, Costas Cotsiolis, Eliot Fisk, Shin-Ichi Fukuda, Alirio Díaz, Joaquín Clerch,  entre otros. Además ha recibido clases magistrales presenciales de David Russell, Wolfgang Lendle, Álvaro Pierri, Timo Korhonen, John Williams, Pepe Romero, entre otros. 

## Catedrático
Gran parte de su carrera, Alejandro la ha dedicado a la pedagogía musical con énfasis en su instrumento, la guitarra clásica. En Cuba, ha enseñado en el Conservatorio Amadeo Roldán, en la Escuela Nacional de Música y en el Instituto Superior de Arte. En la República Dominicana, fue profesor y director de la cátedra de guitarra en Instituto de Cultura y Arte (ICA) y del Centro de la Cultura de Santiago de los Caballeros, profesor en la Escuela Música Viva, y en la Academia de Música del Cibao, de esta última es fundador.
Alejandro ha realizado grabaciones para radio, televisión y duscogafías. 

## Labor en República Dominicana
Además de las clases de guitarra, canto y lenguaje musical impartidas que ha logrado el desarrollo de nuevos talentos, en República Dominicana su aporte ha sobresalido en la promoción de la guitarra clásica, especialmente en la Región del Cibao (Norte) del país. En éste sentido cabe destacar la fundación de la Academia de Música del Cibao y la organización del Taller Internacional de Guitarra Cibao.

### Academia de Música del Cibao (Amcib)
En 2009, fundó la Academia de Música del Cibao (Amcib), una escuela sin fines lucrativos que tiene como visión promover talentos musicales con énfasis en la identidad local y profundizando los valores espirituales del ser humano. Además de las clases en la sede de Santiago de los Caballeros, y extensiones en Esperanza y Mao, la Academia de Música del Cibao, ha organizado conciertos en varias ciudades del país y el Taller Internacional de Guitarra Cibao. Entre los conciertos destacan el concierto "Viva la Guitarra" presentado por Santiago, Navarrete, Mao y Baní; el concierto conmemorativo del 129 aniversario de la fundación de la provincia Valverde en 2009, y el concierto 'La guitarra en Iberoamérica' junto a la guitarrista Yalit González Archivado el 18 de septiembre de 2016 en Wayback Machine. en el Gran Teatro del Cibao de Santiago de los Caballeros, en 2011 .

### Taller Internacional de Guitarra Cibao
En cuanto al Taller Internacional de Guitarra Cibao, éste ha sido organizado en 2014 y en 2015 en Santiago de los Caballeros. El taller reúne estudiantes e interesados en el arte de la guitarra clásica y lleva a cabo clases magistrales sobre y varios conciertos. En las dos primeras versiones del taller estuvo como invitado el guitarrista René Izquierdo, además de la guitarrista Mayaletse Grillo y el artista Alejandro de La Vega. Los conciertos del taller han sido celebrado en el Centro Cultural Eduardo León Jiménez (Centro León), en la Catedral de Santiago, en el Centro Universitario Regional de Santiago (CURSA) de la UASD  .

### Dúo Alma
En 2013 fundó junto a la guitarrista Mayaletse Grillo el Dúo Alma. El dúo ha ofreció recitales frequentes en varios escenarios la ciudad de Santiago de los Caballeros, incluyendo el Centro León donde compartieorn con el guitarrista francés Alex Jacquemin.  . El dúo también se ha presentado en Cuba

## Giras y conciertos
Ha tocado conciertos como solista o acompañado en conjunto de guitarras o con orquestas en diversos eventos, incluyendo giras y festivales, en Cuba, República Dominicana, Nicaragua, Islas Caimán, Italia, Alemania, España y Polonia. Ha sido solista invitado de varias orquestas incluyendo la Orquesta Sinfónica del Cibao dirigida por el maestro Ruddy Capellán, la Orquesta Juvenil del Cibao, Orquesta de Cámara del Conservatorio de Guanabacoa dirigida por la maestra Ana Miriam Hernández, Orquesta de Cámara Música Eterna dirigida por el maestro Guido López Gavilán, Orquesta Sinfónica Nacional de Cuba dirigida por el maestro Enrique Pérez Mesa y por el maestro Iván del Prado, Orquesta Sinfónica de Holguín y Orquesta Sinfonietta de La Habana dirigida por la maestra María Elena Mendiola, Orquesta Sinfónica de Camagüey dirigida por la maestra ecuatoriana Mónica Alvarado, Orquesta Sinfónica de Matanzas dirigida por el maestro brasileño Marcelo Bussiki, entre otras. Además ha tocado en conciertos organizado por la Academia de Música del Cibao .
Alejando González ha tocado en conciertos la música de  Bach, Scarlatti, Handel, Francisco Tárrega, Manuel de Falla, Agustín Barrios, Miguel Llobet, Antonio Lauro, Ñico Rojas, Leo Brouwer , entre otros.

## Reconocimientos
- 1991 Primer premio y mejor interpretación de la música latinoamericana en el Concurso Provincial “Amadeo Roldán” (La Habana, Cuba)
- 1991 Segundo Premio en el Concurso Nacional “Amadeo Roldán” (La Habana, Cuba)
- 1994 Premio del departamento de guitarra en el “Festival de Creación e Interpretación” del Instituto Superior de Arte (La Habana, Cuba)
- 1994 Tercer premio y premio de la UNEAC ala mejor interpretación de la música cubana en el Festival de Creación e Interpretación del Instituto Superior de Arte (La Habana, Cuba)
- 1995 Premio del departamento de guitarra en el Concurso “Musicalia” del Instituto Superior de Arte (La Habana, Cuba)
- 1996 Finalista del Concurso Internacional Andrés Segovia (Granada, España)
- 1996 Segundo Premio del Concurso Nacional de Guitarra de La Habana (Cuba)
- 1996 Tercer premio y mejor interpretación de la música cubana del Concurso Internacional de Guitarra de La Habana (Cuba)
- 1997 Mención especial del Concurso Internacional “Michele Pittaluga” (Alessandria, Italia)
- 1998 Participante en el Concurso Primavera de la Guitarra (Walkourt, Bélgica)